# (27056) Ginoloria
(27056) Ginoloria ist ein Asteroid des Hauptgürtels, der am 26. September 1998 vom italo-amerikanischen Astronomen Paul G. Comba am Prescott-Observatorium (IAU-Code 684) in Arizona entdeckt wurde.
Der Asteroid wurde am 28. Januar 2002 nach dem italienischen Mathematiker Gino Loria (1862–1954) benannt, der als Professor an der Universität Genua Geometrie lehrte und sich mit der Geschichte der Mathematik von der Antike bis zur Neuzeit beschäftigte.